# SS Chieti Calcio
SS Chieti Calcio är en italiensk fotbollsklubb. Klubben har som bäst spelat i Serie C där laget gjort totalt 51 säsonger. 2013/2014 spelar laget i Lega Pro Seconda Divisione.

## Kända tidigare spelare
Se också Spelare i Chieti
- Enrico Chiesa
- Fabio Grosso
- Fabio Quagliarella